# 圣拉斐尔山脉
圣拉斐尔山脉（英語：San Rafael Mountains），位于美国加利福尼亚州西南部圣巴巴拉县境内，是太平洋海岸山脉在美国境内的一部分。